# Sölwe
Sölwe var en dagstidning utgiven i Sölvesborg från den 19 december 1849 till 27 december 1856.

## Namn på tidningen
Tre provnummer kom ut under december 1849. Den reguljära tidningen Sölwe började ges ut 5 januari 1850 och fortsatte till 4 november 1854. Tidning för Jordbrukare gavs ut som ersättning för Sölwe från 8 till 20 november 1854. Titeln Wikingen Sölwe gällde från 23 december 1854 till 29 december 1855 och från 5 april 1856 till 27 december 1856 då tidning upphörde. Titeln Corsaren Sölwe användes från den 5 januari 1856 till 15 mars 1856.

## Utgivare
Utgivningsbevis för Sölwe utfärdades för boktryckaren P. O. Olsson den 26 november 1849. Genom en händelse blev tidningen Sölwe satt i nödvändighet att begagna vikarius , och då gavs i dess ställe Tidning för jordbrukare ut 8 till 20 november 1854 till dess utgivningsbevis hunnit utfärdas för dess utgivare inspektor P. M. Siegbahn då för tidningen Vikingen Sölwe den 7 december 1854.
Då utgivaren såg sig förhindrad att under 1856 ge ut tidningen, sökte och erhöll tygskrivaren Leonard Torsell den 21 december 1855 utgivningsbevis för tidningen under namnet Corsaren Sölwe, som upphörde den 15 mars 1856. Då gavs tidningen återigen ut med namnet Wikingen Sölwe.

## Utgivning och tryckning
Tidningen kom ut med ett nummer i veckan lördagar 1850–1853 samt från den 23 december 1856 till 27 december 1856. Den gav ut två nummer i veckan onsdag och lördag övrig tid. Sidantalet var två–fyra sidor under 1854. Formatet var folio med tre spalter på satsytan 29,4 – 24 x 19,4 – 20 cm. Prenumeration kostade fyra riksdaler riksmynt. Tidningen trycktes hos Olsson & Olsén från den 19 december 1849 till den 31 december 1854 och därefter hos P. M. Siegbahn. Typsnitt var frakturstil och antikva blandat.